# Alfred Naujocks
Alfred Helmut Naujocks, född 20 september 1911 i Kiel, död 4 april 1966 i Hamburg, var en tysk SS-Sturmbannführer och hemlig agent.
Den 31 augusti 1939 ledde Naujocks, på Reinhard Heydrichs order, en fingerad attack mot den tyska radiostationen i Gleiwitz vid den polska gränsen, den så kallade Gleiwitzincidenten. Det skulle se ut som om polska sabotörer utfört ett attentat och därmed medvetet provocerat Nazityskland. Dagen därpå, den 1 september, invaderade tyska trupper Polen.